# Brunswick (Nebraska)
Brunswick – wieś w Stanach Zjednoczonych, w stanie Nebraska, w hrabstwie Antelope.